# Lijst van rijksmonumenten in Oldebroek (gemeente)
De gemeente Oldebroek telt 43 inschrijvingen in het rijksmonumentenregister. Hieronder een overzicht. 

## Hattemerbroek
De plaats Hattemerbroek telt 1 inschrijving in het rijksmonumentenregister.
| Object                   | Oorspronkelijke functie? | Bouwjaar        | Architect | Locatie                | Coördinaten?                 | Nr.?  | Afbeelding        |
| ------------------------ | ------------------------ | --------------- | --------- | ---------------------- | ---------------------------- | ----- | ----------------- |
| Herenhuis met verdieping | Kasteel, buitenplaats    | midden 19e eeuw |           | Zuiderzeestraatweg 668 | 52° 28' 32" NB, 6° 1' 13" OL | 31380 | Meer afbeeldingen |

## Oldebroek
De plaats Oldebroek telt 11 inschrijvingen in het rijksmonumentenregister. Zie Lijst van rijksmonumenten in Oldebroek (plaats) voor een overzicht.

## Oosterwolde
De plaats Oosterwolde telt 10 inschrijvingen in het rijksmonumentenregister.
| Object                                                        | Oorspronkelijke functie?  | Bouwjaar              | Architect | Locatie                      | Coördinaten?                  | Nr.?   | Afbeelding                              |
| ------------------------------------------------------------- | ------------------------- | --------------------- | --------- | ---------------------------- | ----------------------------- | ------ | --------------------------------------- |
| Veluwse boerderij onder rieten schilddak                      | Boerderij                 | 18e eeuw              |           | Wittensteinse allee 18       | 52° 28' 36" NB, 5° 55' 60" OL | 31387  | Meer afbeeldingen                       |
| Veluwse boerderij onder rieten wolfsdak                       | Boerderij                 | begin 19e eeuw        |           | Wittensteinse allee 24       | 52° 28' 33" NB, 5° 55' 53" OL | 31388  | Veluwse boerderij onder rieten wolfsdak |
| Goed bewaarde boerderij                                       | Boerderij                 | 1811                  |           | Zwarteweg 50                 | 52° 27' 58" NB, 5° 54' 12" OL | 31389  | Meer afbeeldingen                       |
| Huis Morren: Hoofdgebouw                                      | Kasteel, buitenplaats     | 1771                  |           | Oostendorperstraatweg 69     | 52° 27' 48" NB, 5° 52' 60" OL | 512104 | Meer afbeeldingen                       |
| Huis Morren: Historische tuin- en parkaanleg en begraafplaats | Tuin, park en plantsoen   | vermoedelijk 18e eeuw |           | Oostendorperstraatweg bij 69 | 52° 27' 48" NB, 5° 52' 54" OL | 512105 | Meer afbeeldingen                       |
| Huis Morren: Boerderij aan linkerkant                         | Bijgebouwen kastelen enz. | 1869                  |           | Oostendorperstraatweg 71     | 52° 27' 50" NB, 5° 52' 60" OL | 512106 | Meer afbeeldingen                       |
| Huis Morren: Boerderij aan rechterkant                        | Bijgebouwen kastelen enz. | derde kwart 19e eeuw  |           | Oostendorperstraatweg 73     | 52° 27' 43" NB, 5° 53' 24" OL | 512107 | Meer afbeeldingen                       |
| Huis Morren: Boerderij Onder Morren                           | Bijgebouwen kastelen enz. | 1793                  |           | Oostendorperstraatweg 67     | 52° 27' 42" NB, 5° 53' 22" OL | 512108 | Meer afbeeldingen                       |
| Huis Morren: Vier bakstenen entreepijlers                     | Tuin, park en plantsoen   | 1771                  |           | Oostendorperstraatweg bij 69 | 52° 27' 42" NB, 5° 53' 24" OL | 512109 | Meer afbeeldingen                       |

## Wezep
De plaats Wezep telt 21 inschrijvingen in het rijksmonumentenregister. Zie Lijst van rijksmonumenten in Wezep voor een overzicht.
Aalten ·
Apeldoorn ·
Arnhem ·
Barneveld ·
Berg en Dal ·
Berkelland ·
Beuningen ·
Bronckhorst ·
Brummen ·
Buren ·
Culemborg ·
Doesburg ·
Doetinchem ·
Druten ·
Duiven ·
Ede ·
Elburg ·
Epe ·
Ermelo ·
Harderwijk ·
Hattem ·
Heerde ·
Heumen ·
Lingewaard ·
Lochem ·
Maasdriel ·
Montferland ·
Neder-Betuwe ·
Nijkerk ·
Nijmegen ·
Nunspeet ·
Oldebroek ·
Oost Gelre ·
Oude IJsselstreek ·
Overbetuwe ·
Putten ·
Renkum ·
Rheden ·
Rozendaal ·
Scherpenzeel ·
Tiel ·
Voorst ·
Wageningen ·
West Betuwe ·
West Maas en Waal ·
Westervoort ·
Wijchen ·
Winterswijk ·
Zaltbommel ·
Zevenaar ·
Zutphen